# Elisabethrelikvariet

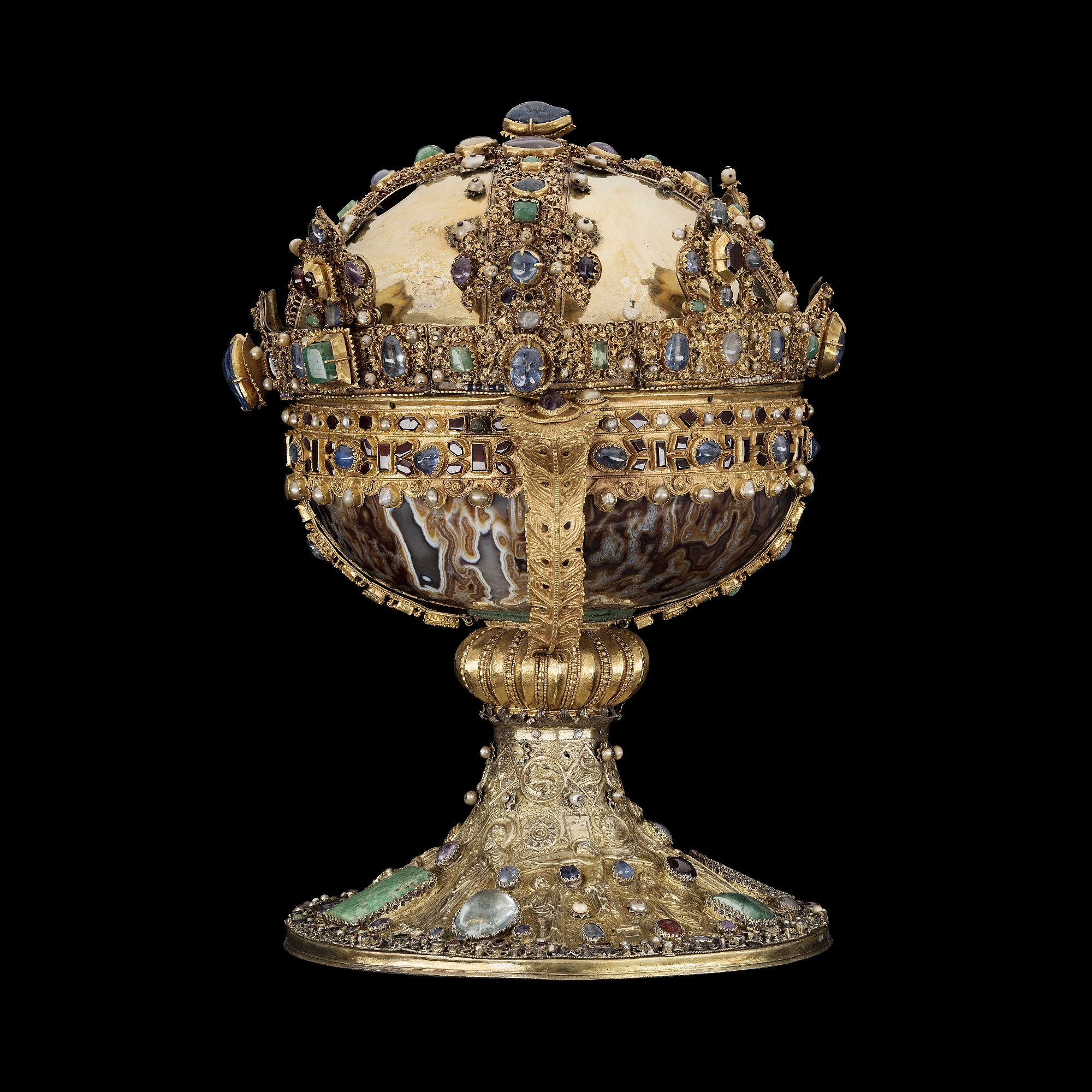
Elisabethrelikvariet i Historiska museet i Stockholm.

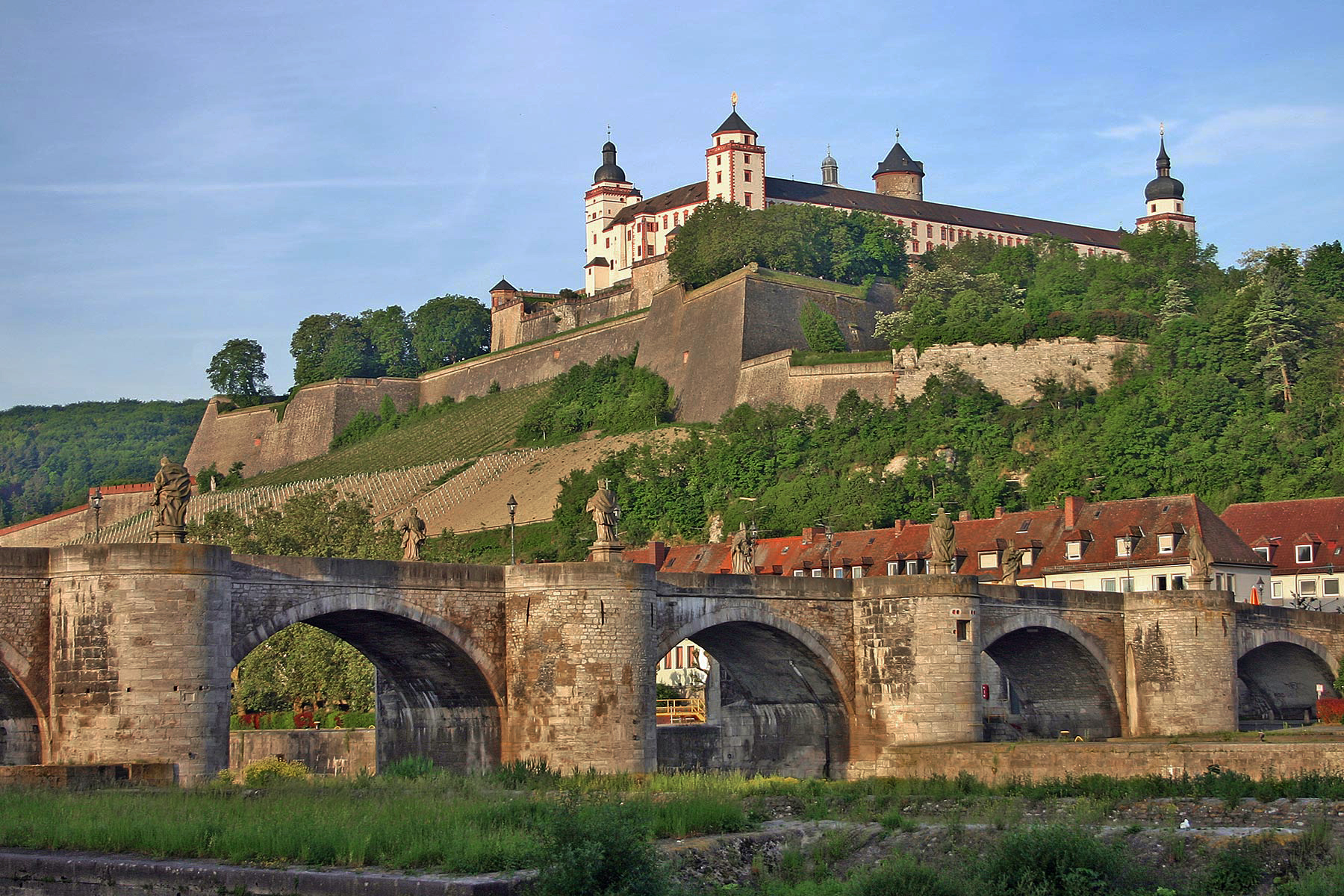
Fästningen Marienberg med gamla bron över floden Main i förgrunden i Würzburg i Bayern.

Elisabethrelikvariet eller Stockholmsrelikvariet är ett relikvarium med skål av agat, som möjligen är ett romerskt arbete, med ädelstenar från 1000-talet, som är guldinfattade och som anses ha innehållit Elisabeth av Thüringens huvud. Skålen har en fot och lock av förgyllt silver från 1200-talet. På locket finns två hopfogade kronor i guldfiligran. På de ihopfogade kronorna sitter bland annat safirer, malakiter och ametister.
Den tysk-romerske kejsaren Fredrik II skänkte år 1236 Elisabethrelikvariet till kyrkan i Marburg an der Lahn, som senare fick heta Elisabethkyrkan i Marburg, för att den skulle förvaras i den kyrkan. Relikvariet innehöll hans fränkas, Elisabeth av Thüringens kranium. Då fästningen Marienberg vid Würzburg i Bayern erövrades år 1631 tog svenskarna relikvariet.
Relikvariets äldsta del är en stor skål av agat och den är tillverkad på 300–600-talet. På 1000-talet tillkom en fot och hänklar i guld, prydd med ädelstenar. I samband med Heliga Elisabeths död tillverkades flera behållare för hennes reliker och då infogades två kungakronor, varav en som lock, och en ny fot i förgyllt silver. Stenarna på den nya foten är så kallade gemmer och är antika, kanhända lika gamla som agatskålen som låg till grund för relikvariet. En av stenarna på foten har en inskription på arabiska. Efter reformationen tömdes relikvariet på sitt innehåll och fördes från Elisabethkyrkan i Marburg till domkyrkan Marienberg i Würzburg i Bayern medan Elisabeths kranium fördes till klarissornas kloster i Wien (Krankenhaus St. Elisabeth Wien) i Österrike. I juni 2007 fusionerades klostren Elisabethinen Linz och Elisabethinen Wien och övertogs av Elisabeth von Thüringen Holding.

## Bilder SHM Inv.nr.1 Elisabethrelikvariet
Elisabethrelikvariet ingår i Historiska museets samlingar och har SHM Inventarienummer 1 och visas i utställningen Guldrummet.

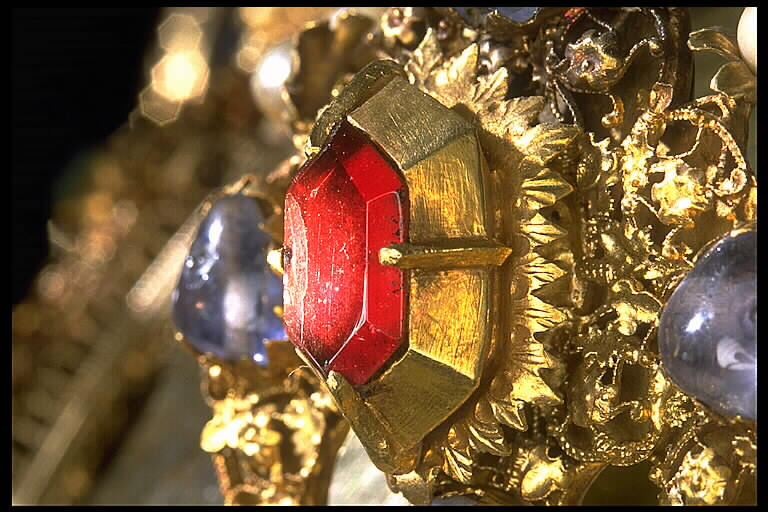
Rubin.
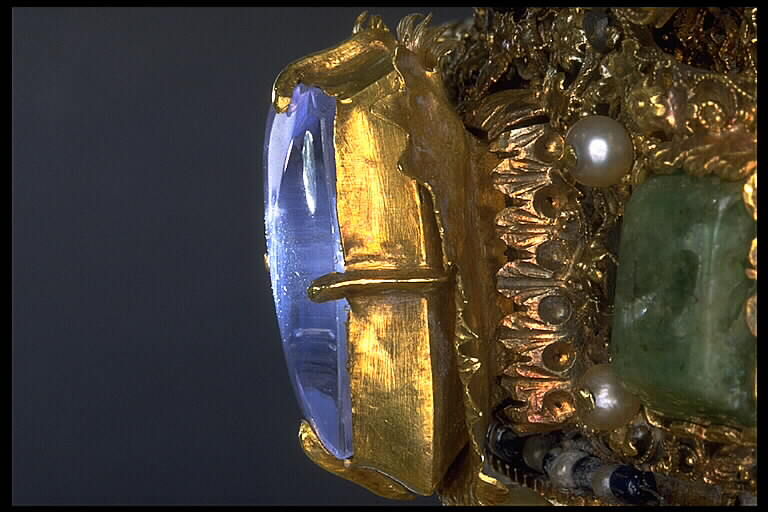
Safir.
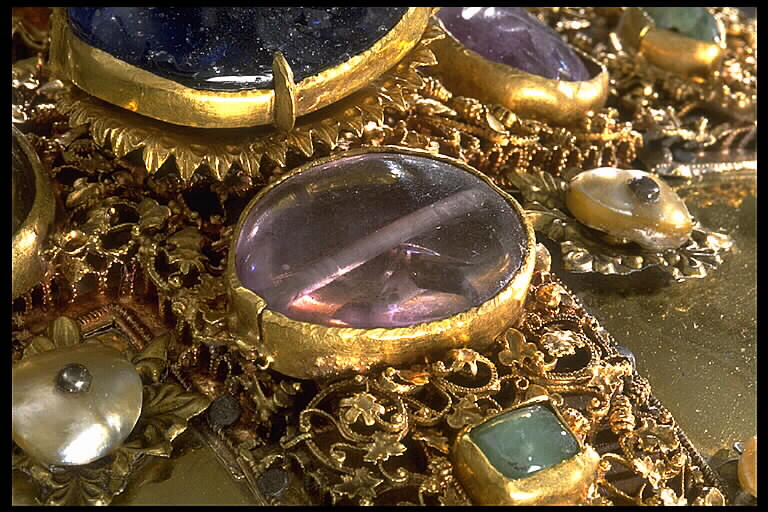
Ametist.
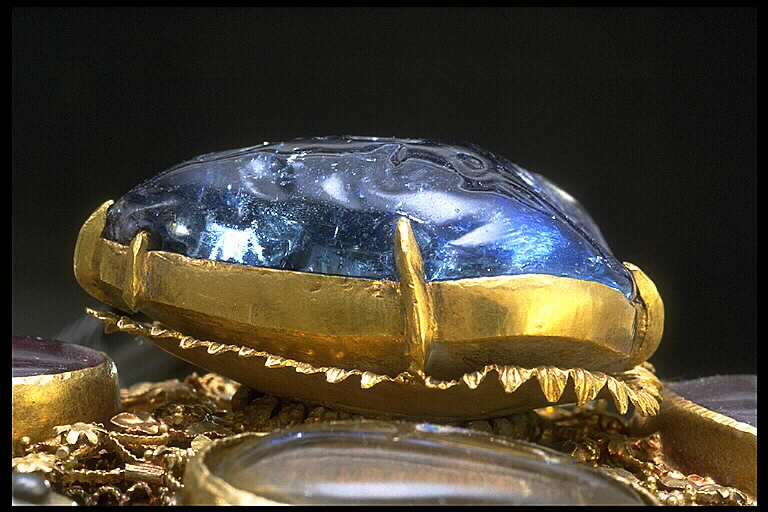
Safir.
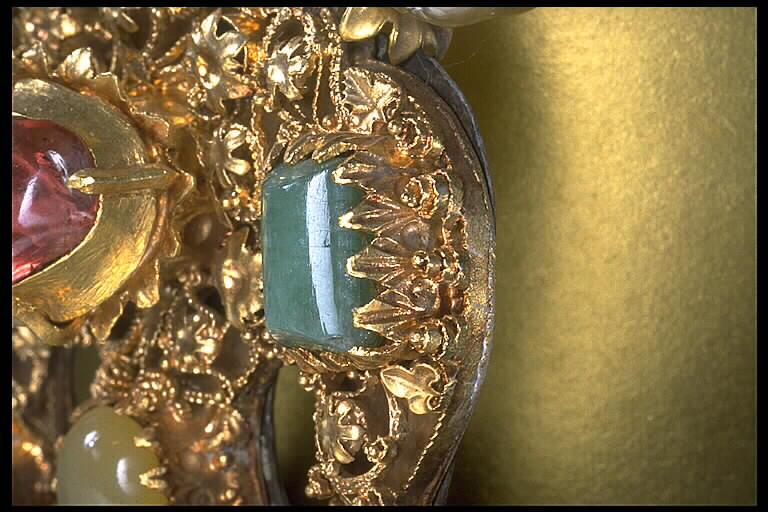
Malakit.
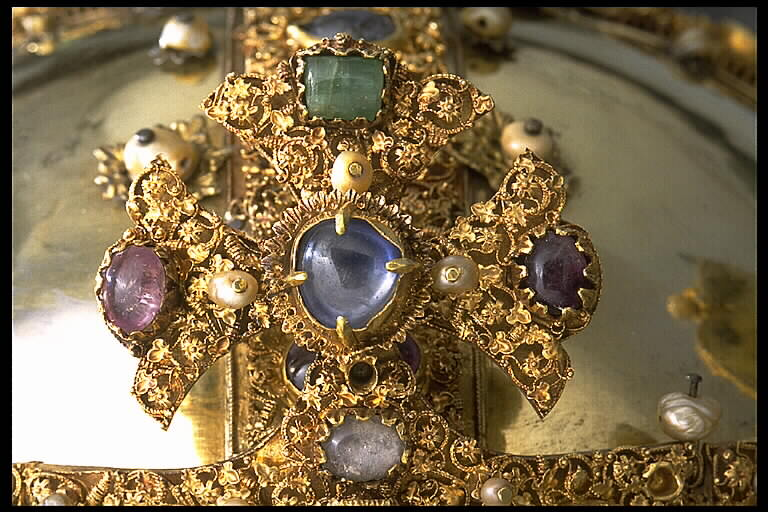
Filigranarbete med malakit, safir och ametist.
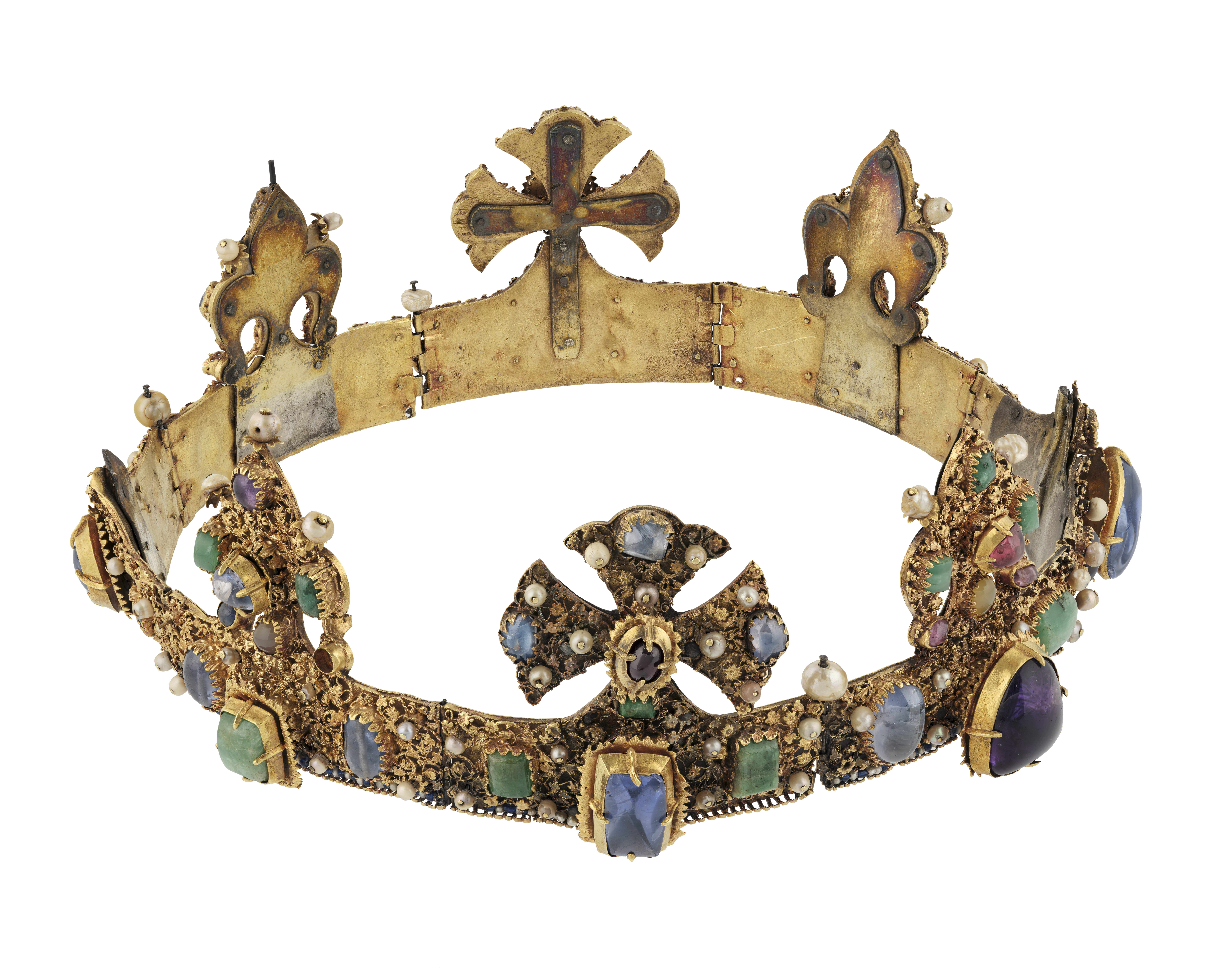
Kronan med filigranarbete och ädla stenar.

## Elisabeth av Ungern
Elisabet av Ungern, även kallad Elisabet av Thüringen (1207-1231) var född på borgen Burg Rákóczi i Sárospatak i Ungern vid staden Bratislava, som ligger vid Donaus strand nära gränsen till Österrike omkring 60 kilometer från Wien, och avled endast 24 år gammal 1231 i Marburg an der Lahn i det tyska förbundslandet Hessen i Tyskland. Hon var en ungersk lantgrevinna och franciskantertiar. Elisabeth var dotter till den ungerske kungen Andreas II och hans fru Gertrud av Andechs-Meran (mördad 1213), och giftes bort 1221 med lantgreven Ludwig IV av Thüringen eller Ludwig den Helige, som residerade på Wartburg. Den medeltida borgen Wartburg ligger på en bergskam 220 meter över staden Eisenach i Thüringen och borgen utgjorde residens för lantgrevarna av Thüringen fram till 1247. Ludwig IV av Thüringen var född år 1200 i Creuzburg i Thüringen i Tyskland och dog 1227 i Otranto i provinsen i den italienska regionen Apulien i södra Italien. Ludwig av Thüringen var lantgreve av Thüringen och Pfalzgreve av Sachsen från 1217 till 1227. Under hans styre fortsatte blomstringstiden för Ludovinregimen i Thüringen samtidigt blev nedgången initierad av hans tidiga död. Med Ludvig av Thüringen hade hon tre barn, Hermann II (1222-1241), gift med Helene av Brundwick-Lüneburg (1239), Sophie (1224-1275), gift med Henrik II, Hertigen av Brabant och Lothringen (1207-1248), och Gertrud (1227-1297), abbedissa i klostret i Altenberg, som var ett tidigare Prämonstratenserinnenkloster. Altenbergs kloster ligger mellan Wetzlar och Solms-Oberbiel på Michelsberg ovanför floden Lahn i Hessen. År 897 byggdes en kyrka i Wetzlar och 1180 blev Wetzlar riksstad (Reichsstadt). Det betydde att staden inte längre tillhörde ett land utan var en självständig stad i Tysk-romerska riket. Tyska orden byggde hus i staden 1285 och senare byggdes även ett kloster av Franciskanerorden.
Efter makens död 1227 tvingades Elisabeth av Thüringen att lämna slottet på Wartburg. Då anslöt hon sig till Franciskus tredje orden, som var en katolsk mendikantorden eller tiggarorden som grundades omkring 1210 av Franciskus av Assisi. När hon blev änka var hon fortfarande ung och ägnade sina sista år åt att vårda fattiga och sjuka. Hon gav upp sin rikedom till de fattiga och lät bygga sjukhus, och blev därför en symbol för kristen välgörenhet. Särskilt franciskanerna befordrade kulten av henne. Hon är skyddshelgon för Elisabethsystrarna och för sjukhus, sjuksköterskor, bagare, brudar, grevinnor, döende barn, landsflyktiga, hemlösa, spetsknypplare, tertiarier och änkor. Hon dog antingen av kroppslig utmattning eller av sjukdom. Hon kanoniserades av påven Gregorius IX 1235. Hennes kropp lades i en ståtlig gyllene grav i Elisabethkirche i Marburg. Graven kan fortfarande beskådas idag. Hon vördas som helgon inom romersk-katolska kyrkan.

## Historik

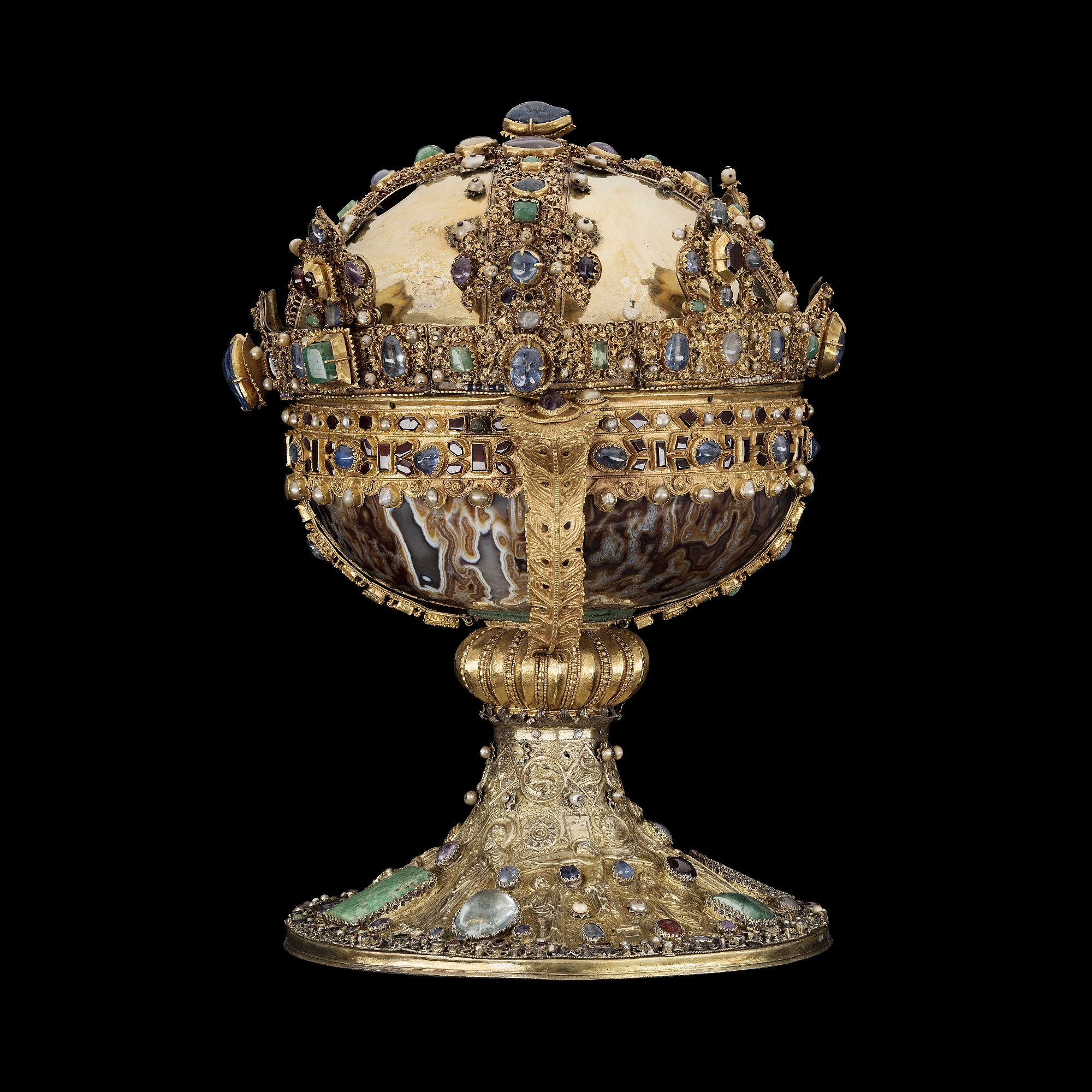
Elisabethrelikvariet, Historiska museet, Stockholm.

Relikvariet är en kejserlig gåva som kom i svenskarnas händer, när de intog fästningen Marienberg vid staden Würzburg i Bayern i oktober 1631. Det var under det trettioåriga kriget som staden Würzburg erövrades av svenska trupper under Gustav II Adolf. Fästningen Marienberg har varit ett fort sedan antiken. De flesta av de nuvarande byggnaderna byggdes ursprungligen i renässans och barockstilar mellan 1500-talet och 1700-talet. Efter Gustav Adolf hade erövrat området 1631 under trettioåriga kriget byggdes slottet som ett barockslott.

### Ceremoni i Marburg i Hessen
Med tiden har denna dryckespokal kommit i den tyska kejsarens, Fredrik II Hohenstaufen (1194-1250) ägo. Fredrik II var tysk-romersk kejsare under åren 1215-1250 och han var en av sin tids största ädelstenssamlare. Han var känd för sitt stora intresse att återuppliva antikens konstkultur i sina italienska arvländer Apulien och Sicilien. Den heliga Elisabeth av Thüringen (Elisabeth av Ungern) var en släkting till den tysk-romerska kejsaren Fredrik II av den Hohenstaufenska ätten. Kvarlevorna av släktingen Elisabeth av Thüringen togs upp ur graven för att läggas i ett dyrbart skrin. Då skänkte kejsaren denna dryckesskål för att den som ett relikvarium skulle omsluta den heliga Elisabeths kranium. Detta skedde vid en ceremoni i Marburg i det tyska lantgrevskapet Hessen den 1 maj 1236.
På 1100-talet tillhörde Marburg lantgrevskapet Thüringen. År 1222 fick Marburg sina stadsrättigheter och 1228 grundades Franziskaner-klostret av Elisabeth av Thüringen. Hon dog 1231 och kanoniserades tre år senare. Till hennes ära började Tyska orden att bygga Elisabethkyrkan i Marburg. Elisabethkyrkan blev en av världens största och mest berömda kyrkor i gotisk stil. Sedan 1292 är Hessen ett riksfurstendöme och det utvidgades under de följande åren genom krigs-, allians- och äktenskapspolitik. Landområdena som låg vid stränderna kring floderna Rhen och Main beboddes av hessare och Hessen var ett gammalt namn på de som bodde där. Efter det att det tysk-romerska riket hade upplösts på grund av Napoleons krigföring och politik tillkom i början på 1800-talet Storthertigdömet Hessen, som tidigare var en stat som delvis existerade där det tyska förbundslandet Hessen ligger idag. Hessens historia ända till mitten av 1200-talet sammanfaller med historien för Thüringen i det avseendet att lantgrevarna av Thüringen även var grevar av Hessen.

### Skrinet, dryckespokalen
Relikvariet tillverkades för Heliga Elisabeths skrinläggning 1236. Det har tillkommit i flera etapper. Relikvariets äldsta del är en stor skål av agat och är antikt och det är tillverkat på 300-600-talet, det kanske är ett romerskt arbete.
På 1000-talet tillkom en fot och hänklar i guld, prydd med ädelstenar med två grepar av guld. Nedtill avslutas den på en melonformad nod av guld. I samband med Heliga Elisabeths död tillverkades flera behållare för hennes reliker och då infogades två kungakronor varav ett som lock och en ny fot i förgyllt silver. Stenarna på den nya foten är så kallade gemmer och är antika och kan vara lika gamla som agatskålen som låg till grund för relikvariet. En av stenarna på foten har en inskription på arabiska.

## Bilder av den antika dryckespokalen i ädelstenenagati kristallin kvarts med rödbrun till brunkarneol

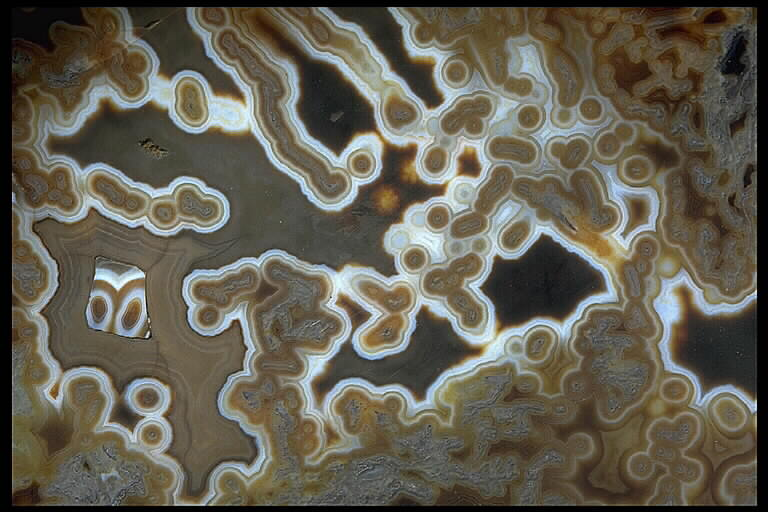
Ädelstenen agat i kristallin kvarts med brun karneol.
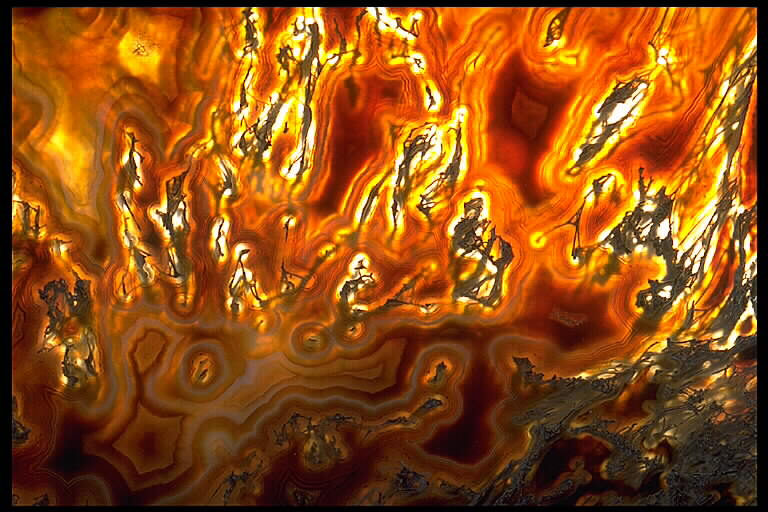
Ädelstenen agat i kristallin kvarts med rödbrun karneol.
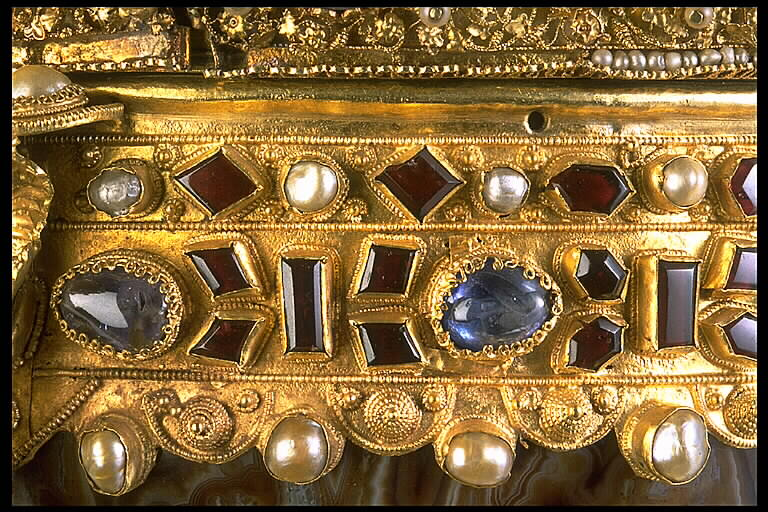
Skålens ädelstenar med karneol, som är en variant av kalcedon och guldfiligranarbeten.
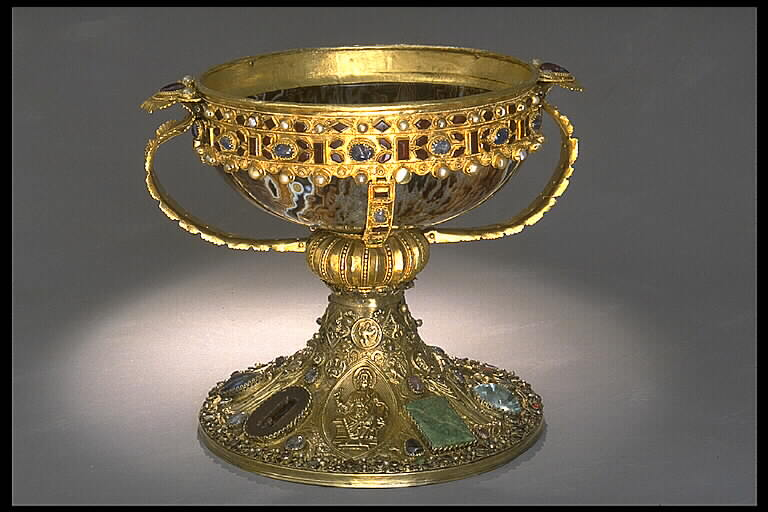
Skålens fot med hänklar i guld och prydd med ädelstenar.

### Kronan
Kejsaren, Fredrik II Hohenstaufen, skänkte också en av sina kronor för att kröna relikvariet och en handfull ädelstenar för att bidra till kronans utsmyckning, enligt redogörelsen för ceremonien. Man kan tydligt se att många av de stora ädelstenarna, safirerna, malakiterna, ametisterna och så vidare först har fogats till kronan och sedan har den satts på relikvariets lock. Kronan är ett sirligt 1200-talsarbete i guldfiligran.

### Dryckesskålen
För att kunna lägga den heliga Elisabeth av Thüringens kranium tillverkades nu dryckesskålens släta, förgyllda silverlock med två tittgluggar. Den nuvarande foten av förgyllt silver utfördes samtidigt. Dryckesskålens fot ornerades i relief med framställningar av Kristus på korset, Kristus i majestät, Jungfru Maria, Johannes Evangelisten och Johannes Döparen med flera.

## Bilder med ornering i relief på dryckesskålens fot av förgyllt silver

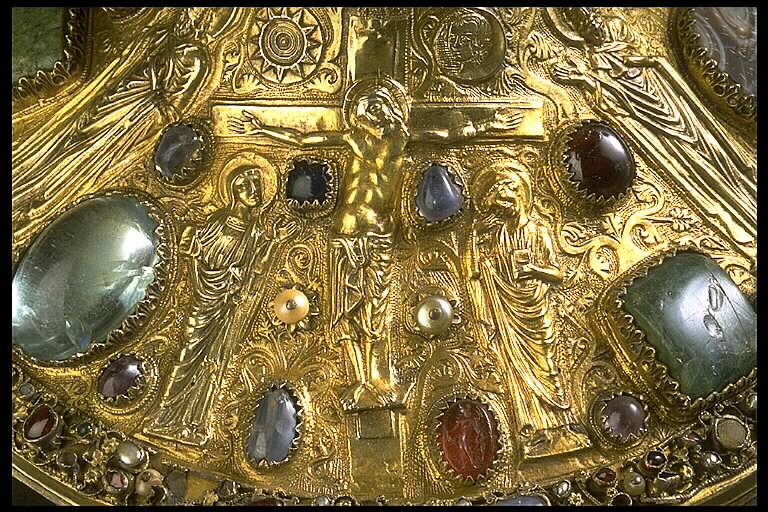
Kristus på korset.
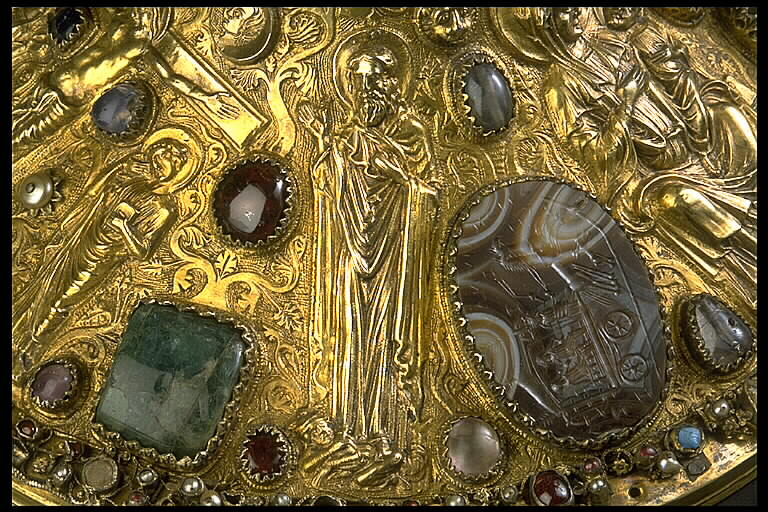
Kristus i majestät.
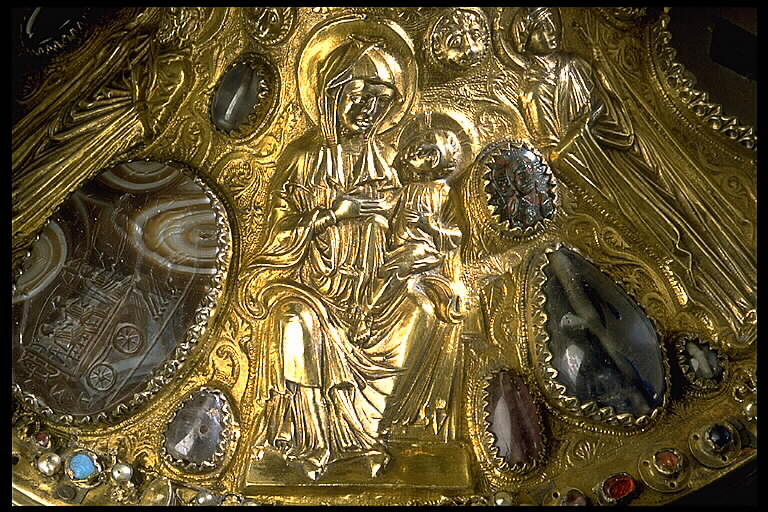
Jungfru Maria.
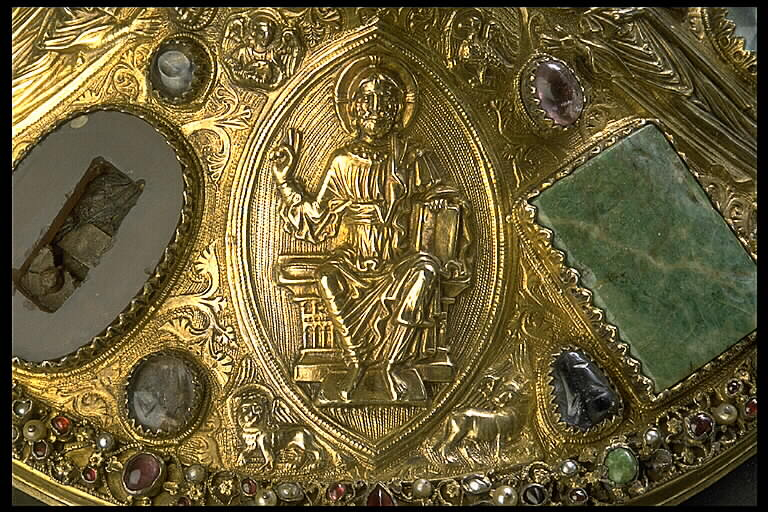
Johannes Evangelisten.

### Ringen
Ringen bar fyra liljor och fyra kors med ädelstenar, varav två nu saknas, och det är möjligt att bygeln i toppen bar en stående safir.

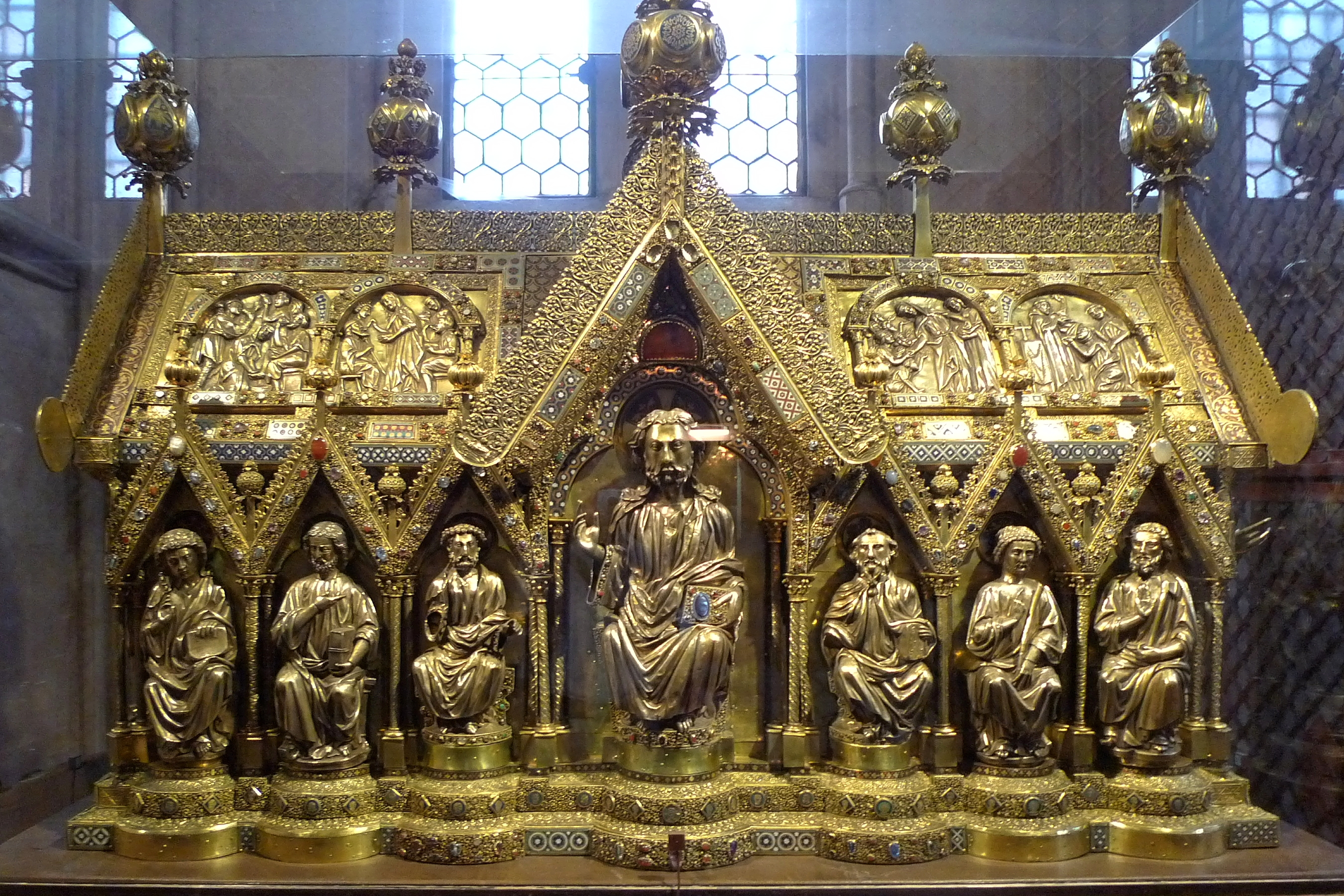
Elisabethskrinet i Elisabethkyrkan i Marburg. Fram till 1500-talet var kyrkan St. Elisabet begravningsplatsen för lantgrevarna av Hessen. År 1539 lät Philip I, lantgreve av Hessen (Philip Magnanimous) ta bort benen av den Heliga Elisabet för att sätta stopp mot kulten av relikerna. Elisabeths reliker kan nu hittas i Elisabeth-klostret i Wien, i Historiska museet i Stockholm, i Sayn Castle (Arm Reliquary) (tyska: Burg Sayn) i Koblenz och i den slovakiska staden Košice (ungerska: Kassa (uttalat kasja), tyska Kaschau).

Efter reformationen tömdes relikvariet på sitt innehåll och fördes från Elisabethkyrkan i Marburg till domkyrkan Marienberg i Würzburg, medan Elisabeths kranium fördes till klarissornas kloster i Wien. Redan omkring år 1000 f.Kr. fanns i området i Würzburg keltisk bebyggelse i form av en borg. Den första domkyrkan i Marienberg byggdes år 788, men redan år 706 byggdes en första kyrka på Marienberg. I urkunder kan man från år 704 finna området omnämnt och att missionsverksamhet pågick där. Det första katolska stiftet i Würzburg grundades av Bonifatius år 742, när han utsåg Burkard till första biskop i Würzburg. Stiftet ombildades år 1168 till Furstbiskopsdömet Würzburg.
1632 togs relikvariet som krigsbyte av svenskarna under trettioåriga kriget. Under 1640-talet var relikvariet en del i den svenska kungliga skattkammaren. Numera ingår relikvariet i Historiska museets samlingar och har SHM Inventarienummer 1 och visas i utställningen Guldrummet.
En av Elisabeths många ättlingar, lantgreven Filip av Hessen (1504-1567), en ledare för den protestantiska reformationen och en av Martin Luthers viktigaste anhängare, belägrade kyrkan i Marburg tre hundra år efter hennes död. De krävde då att ordensriddarna skulle lämna över Elisabets reliker, för att de skulle skingras och därmed göra slut på pilgrimsresorna till Marburg, som redan minskade i omfattning. Filip av Hessen tog också den krönta agatbägaren, där Elisabets huvud låg, men lämnade tillbaka den efter att han blivit fängslad av den tysk-romerske kejsaren. Senare rövades bägaren bort av de svenska trupperna under trettioåriga kriget och finns nu den att beskåda på Historiska museet i Stockholm. Elisabeth av Thüringens skalle och några av hennes ben kan beskådas i Sankt Elisabets kloster i Wien. Några reliker finns också kvar i Marburg.

## Källa
- Klenoder ur äldre svensk historia, text av Aron Andersson, Gidlunds, Statens historiska museum, 1984, sidan 116. ISBN 91-7192624 0.